# Фарнаваз I
Фарнаваз I (груз. ფარნავაზი І)— перший цар Іберії, стародавньої грузинської держави. Повідомлення про нього збереглись у давньогрузинських літописах − «Навернення Грузії» та «Життя картлійських царів» VII століття, що входили до збірки літописів «Картліс Цховреба» («Життя Картлі»). Відповідно до цих джерел Фарнаваз був наступником Азона, засновника династії Фарнавазідів.
Спираючись на середньовічні літописи, більшість вчених часи правління Фарнаваза датують кінцем IV−III століть до н. е. Відповідно до Вахушті Багратіоні Фарнаваз правив у 302—237 роках до н. е., відповідно до Кирила Туманова — 299—234 роках до н. е., а на думку Павла Інгороква періодом його царювання були 284—219 роки до н. е.
У 280 році до н. е. користуючись родинними зв'язками у династією колхідських царів підкорив Колхіду, поставивши тут еріставі (намісника).

## Спадщина
Династія Багратіонів стверджувала, що походить безпосередньо від Фарнаваза. Під час безперервності монархії в Грузії грузинські царі представляли себе спадкоємцями Іберійського королівства, заснованого царем Фарнавазом.
У Тбілісі є вулиця Царя Фарнаваза, проспект, а також пам'ятник Фарнавазу. Також на честь Фарнаваза є вулиці в Батумі, Кутаїсі, Хашурі, Горі, Ґурджаані, Сачхере, Зестапоні та інших. Деякі будівлі, зокрема школи та готелі, також носять його ім’я, а також близько п’ятисот грузинів.

## Правління
У наступній битві Азон зазнає поразки та помирає, а Фарнаваз стає королем Картлі у віці 27 років. Повідомляється, що він визнав верховну владу Селевкідів, елліністичних спадкоємців Александра на Близькому Сході, яким грузинські хроніки дають загальне ім'я Антіох.

Кордони Стародавньої Грузії за грузинськими літописами.

Фарнаваз запровадив військово-адміністративну організацію, засновану на мережі регіональних губернаторів або еріставі. Знаки відмінності еріставі, отримані від короля, становили скіпетр, спеціальний перстень з печаткою, пояс і озброєння. Всього в Іберії було сім еристав: Колхіда, Кахетія, Хунані (сучасний північний Азербайджан), Самшвільде (Квемо Картлі), Цунда (включала Джавахетію, Колу та Артаані). ), Одзркхе і Кларджеті. У королівстві був один спаспет, який перебував під прямим контролем королівської влади, що базувалася у Внутрішньому Картлі. Ерістават імітував аспекти сатрапій Ахеменідів і стратегів Селевкідів. Головним мотивом пізніших істориків хронік було переконати нащадків, що основна політична структура Картлі була створена першим грузинським монархом після воєн Александра Македонського; мав адміністративну систему Ахеменідів і залишався стабільним протягом елліністичних, парфянських і сасанідських часів. Таким чином забезпечується довгострокова життєздатність і стабільність грузинського царства.
Створена Фарнавазом ієрархічна структура була наступною: цар; головнокомандувач королівської армії; ериставіс; начальники середньої ланки гарнізонів, розташованих у царських твердинях; молодші командири, які були молодшими синами аристократичних родин; найманці професійні воїни з сусідніх країн і всі солдати, організовані по всьому королівству.
Очевидно, що поділ Іберії Фарнавазом на ериставіс служив перш за все військовій меті, а саме організації людей для оборони. Ця організація була не стільки спрямована проти інших країн. Тоді загальна кількість населення королівства становила, включаючи іноземних полонених і населення притокових областей, близько 600 000, що могло б зібрати досить велику армію не менше 100 000. Згідно зі Страбоном, іберійська армія нараховувала 70–80 000, тому виявляється, що кожен ериставіс мав 10 000 солдатів.
Хоча грузинські та класичні свідчення роблять вірогідними тогочасні зв’язки Картлі з Селевкідами (Туманов навіть натякнув, що царі Картлі могли допомогти Селевкідам у стримуванні відроджених Оронтідів Вірменії), передбачувана реформа Фарнаваза ериставських феодальних володінь є, швидше за все, зворотною проекцією середньовічної моделі поділу на далеке минуле

## Біографія
Згідно з грузинськими царськими літописами, Фарнаваз походив від Уплоса, сина Мцхетоса, сина Картлоса, який був одним із могутніх і знаменитих восьми братів, які зі свого боку були нащадками Таргамоса, сина Тарсі, онука Яфета, сина біблійного Ноя. Він не засвідчений безпосередньо в негрузинських джерелах, і немає певних сучасних вказівок на те, що він справді був першим із грузинських царів. Його розповідь насичена легендарними образами та символами, і здається можливим, що, коли пам'ять про історичні факти зникала, справжній Фарнаваз «накопичував легендарний фасад» і став зразком дохристиянського монарха в грузинських літописах.

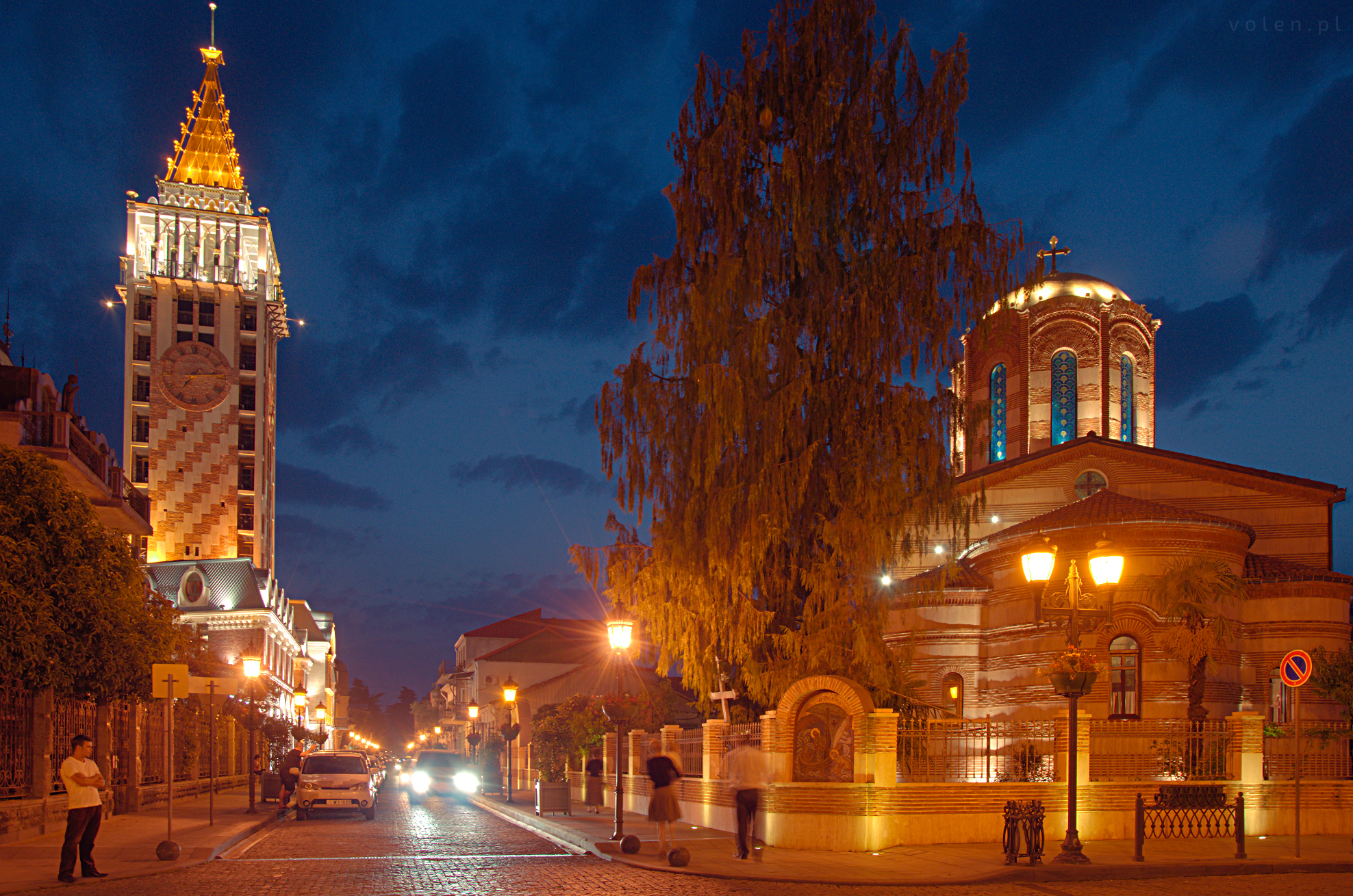
Вулиця Фарнаваза в Батумі.

Згідно з хроніками 800 року «Життя царів», Фарнаваз мав видатну генеалогію, що сходить до Картлоса, міфічного етнарха Картлі. Його дядько по батьківській лінії Самара обіймав посаду мамасахлісі («батько дому») грузинських племен навколо Мцхети. Вважається, що мати Фарнаваза була перською жінкою з міста Ісфаган, яку грузинський принц Теймураз і грузинський патріарх Антон I ототожнюють з дочкою царя Дарія III. Вся історія про Фарнаваза, хоча й написана християнським хроністом, рясніє стародавніми іранськими образами та містичними алюзіями, що є відображенням археологічно підтверджених культурних і, ймовірно, політичних зв'язків між Іраном і Картлі того часу.
Ім'я «Фарнаваз» також є показовим прикладом, її корінь фар- заснований на перському farnah, божественному сяйві, яке, як вважали стародавні іранці, позначає законну династию. Династична назва Фарнавазіані (названий на честь Фарнаваза) також зберігається в ранніх вірменських історіях як П'арнавазеан (Фауст із Візантії 5.15; п'яте століття) і Паразей (Історія Вірменії 14; ймовірно, початок п'ятого століття), визнання того, що цар на ім'я Фарнаваз вважався засновником грузинської династії.
Мабуть, найбільш художня частина грузинських літописів, розповідь прослідковує життя Фарнаваза від народження до поховання. У віці 3 років маленька сім'я Фарнаваза була знищена, а його спадщину узурпував Азон, встановлений Александром Македонським під час його кампанії в Картлі. Вторгнення Александра в Іберію, про яке пам'ятає не тільки грузинська історична традиція, а й Пліній Старший і Гай Юлій Солін, здається, є спогадом про певне втручання Македонії в Іберію, яке повинно було відбутися в пов'язаний з експедицією, згаданою Страбоном, посланою Александром у 323 р. до н. е. до меж Іберії на пошуки золотих копалень.

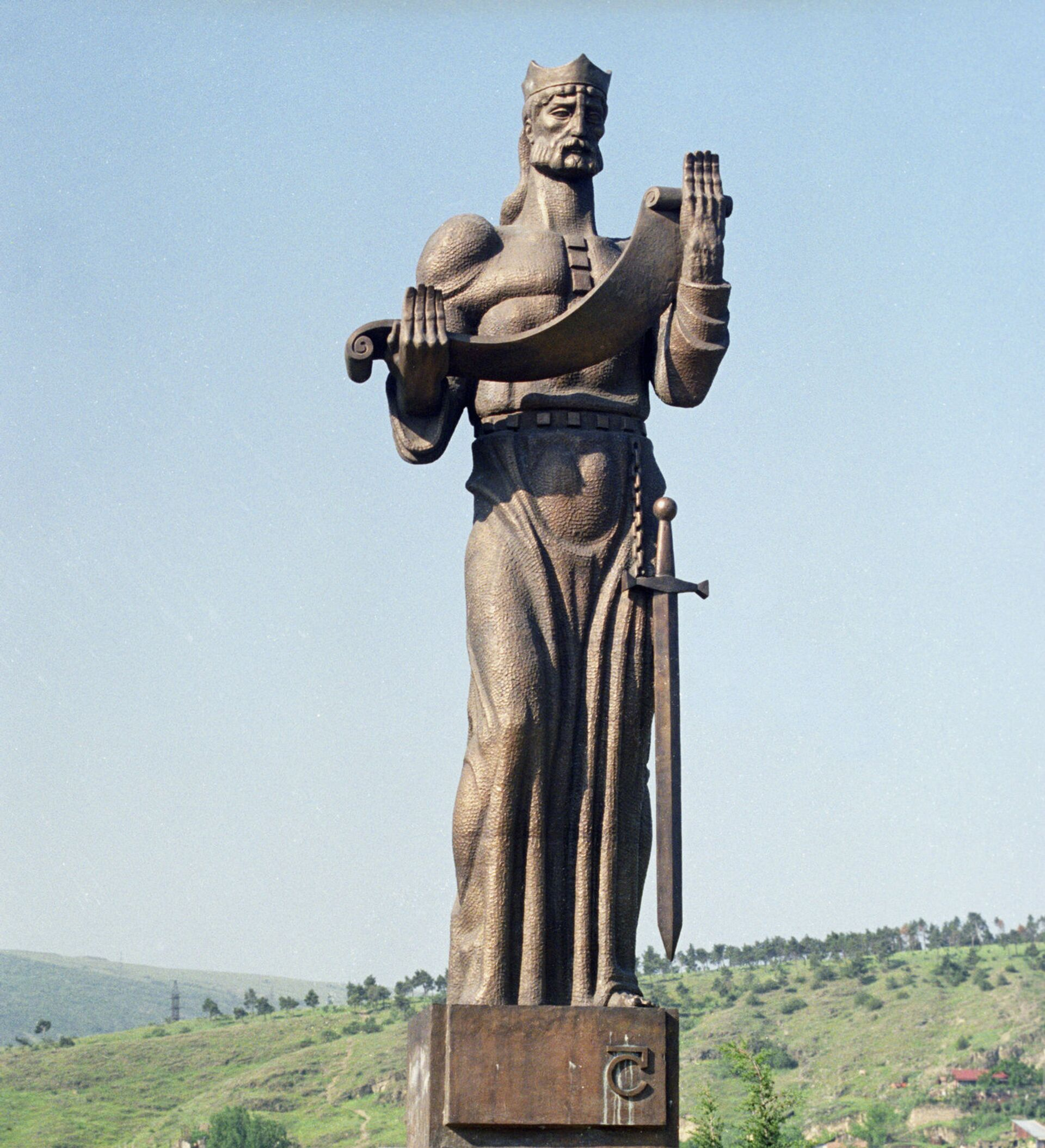
Пам'ятник Фарнавазу І в Тбілісі.

Фарнаваз виріс без батька, але чарівний сон, у якому він намазується есенцією Сонця, віщує перипетію. Це видіння переконує його «присвятити [себе] благородним справам». Потім він відправляється в дорогу і йде на полювання. У гонитві за оленем він зустрічає масу скарбів, що зберігаються в прихованій печері. Фарнаваз дістає скарб і використовує його, щоб зібрати вірну армію проти тирана Азона. Йому допомагає Кудзі з Колхіди, який зрештою одружується на сестрі Фарнаваза. До повстанців також приєднується 1000 солдатів з табору Азона; автор називає їх анахронічно римлянами, і, як стверджується, переможець Фарнаваз назвав їх азнаурі (тобто вельможами) на честь Азона (однак ця етимологія невірна).
Основні сюжети історії Фарнаваза — хлопчик-сирота, схований і вирощений у віддалених горах, з забутого роду, його мрії, сакральна королівська влада, сонячні образи, полювання, відкриття прихованого в печері скарбу тощо — нагадують легенди про царів-засновників Ірану, як Кір Великий і Ардашир І. Самопомазання Фарнаваза, можливо, було пізнішим натхненням сасанідів, оскільки деякі ранні шаханшахи коронувалися самостійно.